# Joseph Mariani
 (mars 2025).
Motif : page déjà supprimée en 2016, voir Discussion:Joseph Mariani/Admissibilité.
- Archive Wikiwix
- Bing
- Cairn
- DuckDuckGo
- E. Universalis
- Gallica
- Google
- G. Books
- G. News
- G. Scholar
- Persée
- Qwant
- (zh) Baidu
- (ru) Yandex
- (wd) trouver des œuvres sur Wikidata

| 1. | Préciser le motif de la pose du bandeau. | Précisez le motif de la pose du bandeau en utilisant la syntaxe suivante : {{admissibilité à vérifier\|date=juin 2025\|motif=remplacez ce texte par le motif}}                      |
| 2. | Informer les utilisateurs concernés.     | Pensez à avertir le créateur de l'article, par exemple, en insérant le code ci-dessous sur sa page de discussion : {{subst:avertissement admissibilité à vérifier\|Joseph Mariani}} |

Joseph Mariani (né Joseph-Jean Mariani, le 1er février 1950), est un chercheur en informatique français, pionnier dans le domaine de l'intelligence artificielle, du traitement automatique de la parole et des technologies des langues.

## Biographie
Après avoir obtenu un diplôme d'ingénieur en aéronautique de l'Institut supérieur de l'aéronautique et de l'espace (ISAE-Supaéro) en 1973 et un doctorat d'ingénieur de l'Université Pierre et Marie Curie en 1977, Joseph Mariani rejoint le CNRS dans le laboratoire d'informatique pour la mécanique et les sciences de l'ingénieur (LIMSI), à présent Laboratoire Interdisciplinaire des Sciences du Numérique (LISN) à l'Université Paris-Saclay, en tant que chargé de recherche au CNRS. Il obtient un doctorat ès sciences en 1982 et prend la responsabilité du groupe Communication Parlée du LIMSI de 1982 à 1985. Il part ensuite aux États-Unis (1985-1986) où il est invité comme World Trade Visiting Scientist au Thomas J. Watson Research Center à Yorktown Heights, New York dans l’équipe dirigée par Frederick Jelinek et incluant Robert Mercer et Peter Brown.
A son retour en France en 1986, il devient responsable du Département Communication Homme-Machine (1987-2000), puis directeur du LIMSI (1989-2000). Il élargit les activités du laboratoire en communication homme-machine pour y inclure des activités en Traitement du Langage Naturel, dirigées par Gérard Sabah, Vision par Ordinateur, Réalité Virtuelle, Ergonomie, Psychologie Cognitive, dirigées par Michel Denis et Sciences Sociales. Il participe par ailleurs aux mouvements de défense de la communauté scientifique contre les coupes budgétaires en 1996.
En 2000, il est nommé directeur du Département des Technologies de l'Information et de la Communication au Ministère de l’enseignement supérieur et de la Recherche alors dirigé par Roger-Gérard Schwartzenberg. Il y gère les Réseaux de Recherche et d’Innovation Technologiques en Télécommunications, Génie logiciel, Audiovisuel et Multimédia et Micro et Nanotechnologies, et représente l’Etat aux conseils d'administration de plusieurs organismes , dont l'Agence nationale des fréquences (ANFr), l'Institut national de l'information géographique et forestière (IGN), l'Observatoire des sciences et des techniques (OST), le Comité national de Métrologie et l'Institut national de recherche en informatique et en automatique (INRIA). Il participe en 2002 à la mise en place du réseau des grandes centrales de base en microélectronique et nanotechnologies (RTB). Il est membre du Conseil Général des Technologies de l’Information (à présent Conseil général de l'économie, de l'industrie, de l'énergie et des technologies (CGEIET)), du Comité Scientifique de l’Institut national de recherche et de sécurité (INRS) et du comité d’évaluation du Language Technologies Institute (LTI) de l'Université Carnegie-Mellon (CMU) à Pittsburgh.
De 2007 à 2013, il dirige l'Institut pour les technologies Multilingues et Multimédias de l'Information (IMMI), Unité Mixte Internationale du CNRS, créée dans le cadre du programme Quaero en collaboration entre le LIMSI, l’Institut de Technologie de Karlsruhe (KIT) (Prof. Alexander Waibel) et l’École supérieure polytechnique de Rhénanie-Westphalie (RWTH) (Prof. Hermann Ney).
Au sein du CNRS, il a présidé la section «Sciences et Technologies de l'information» (1991-1995) et a été membre du Conseil de Département «Sciences de l'Ingénieur » (1996-2000) et du Conseil scientifique (1997-2001) du CNRS.
Joseph Mariani est Directeur de Recherche de Classe Exceptionnelle au CNRS depuis 2002. Il a été nommé Directeur de Recherche émérite en Février 2016.

## Activité scientifique
Les activités de recherche de Joseph Mariani concernent principalement l’intelligence artificielle et la communication homme-machine, en particulier le traitement de la parole et les technologies des langues.

### Traitement du langage parlé et reconnaissance vocale
Au début de sa carrière, il se spécialise sur le traitement automatique de la parole et la reconnaissance vocale, comme un domaine de recherche recouvrant l’acoustique, le traitement du signal, les sciences de l’information et l’intelligence artificielle. En collaboration avec Jean-Sylvain Liénard, il développe le premier système français de reconnaissance vocale opérationnel (MOISE), rendu possible par les progrès de la microélectronique et par l'utilisation d'une approche originale de compression temporelle non linéaire, commercialisé par la société Vecsys en 1980, et le premier système français de dialogue oral incluant reconnaissance et synthèse vocales en 1981. Ces systèmes ont été appliqués à l'aide aux personnes handicapées, à l'enseignement assisté par ordinateur, à la numérotation téléphonique vocale, au contrôle aérien et à la réservation de billets de train. En 1980, il écrit un article pour le journal Le Monde prévoyant l'intégration actuelle des technologies de la parole dans la société.
Il développe un système complet de dialogue vocal pilote-avion en collaboration avec la société Crouzet, dans le cadre du projet Rafale de Dassault Aviation. Les performances de la reconnaissance vocale apparaissent alors cependant insuffisantes et seule la partie de synthèse vocale est depuis largement utilisée dans les cockpits d’avions et d’hélicoptères. Il reçoit pour cette réalisation le prix Science et Défense  du Ministère de la Défense en 1985.
Il étend ensuite le système de reconnaissance de mots isolés dépendant du locuteur à la reconnaissance de parole continue conversationnelle incluant les variétés phonologiques et indépendante du locuteur et à la dictée vocale, incluant l’utilisation d’un modèle de langage entraîné sur des données textuelles. Il développe en 1987 le premier système opérationnel français de reconnaissance du locuteur avec Jean-Luc Gauvain et l’applique à une serrure vocale. Il prend part à la conception d'un circuit intégré de programmation dynamique full custom (MuPCD), présenté comme le premier ASIC (Application-specific integrated circuit) produit par la société Bull. En 1990, il publie un article présentant l’ensemble des techniques de reconnaissance vocale utilisées aujourd’hui dans les systèmes opérationnels.
Dans la dynamique de la renaissance européenne, il est cofondateur et premier président (1988) de l'European Speech Communication Association (ESCA), devenue International Speech Communication Association (ISCA) en 2000. Il y lance la première conférence Eurospeech à Paris en 1989, devenue à présent Interspeech, plus importante conférence internationale sur le traitement de la langue parlée.

### Ressources linguistiques et évaluation
Joseph Mariani a introduit en France le «paradigme d’évaluation» dès le début des années 1980 dans le cadre des activités du groupe OTAN RSG-10, en conduisant des campagnes d'évaluation ouverte avec des indicateurs de performance sur des données partagées par tous les participants et pouvant être combinées et comparées, un processus également appelé «tâche partagée» ou «challenge», et plus généralement «coopétition». Ce paradigme d'évaluation, fondé sur l’hypothèse qu’être capable de définir une mesure d’évaluation adéquate, acceptée et partagée dans la recherche d’une solution permet de résoudre une grande partie d’un problème, a conduit à l'amélioration continue au fil des ans des algorithmes de traitement de la parole et du langage naturel, conduisant à présent à l'existence d’assistants vocaux tels que Apple SIRI, Amazon Alexa ou Google Search  ou de systèmes de traduction automatique utilisables.
Il a travaillé avec les chercheurs du NIST, qui est devenu le centre des activités en évaluation des systèmes de traitement automatique de la parole et des langues aux États-Unis à partir de 1987, et du Linguistic Data Consortium (LDC) créé en 1992 pour produire et distribuer les données nécessaires au développement et à l’évaluation de ces systèmes. En 1994, avec Robert Martin, alors directeur de l'Institut National de la Langue Française (INaLF), il organise la première campagne d'évaluation des analyseurs morpho-syntaxiques pour la langue française. La même année, il crée et dirige le Réseau francophone sur l'Ingénierie Linguistique (FRANCIL) au sein de l'Agence universitaire de la Francophonie (AUF) afin de renforcer les activités dans ce domaine pour le Français, et lance sept campagnes d'évaluation dans le domaine du traitement de la langue française écrite et parlée.Après avoir rejoint le ministère de la Recherche, il lance deux programmes interministériels, Techno-Langue et Techno-Vision, sur le développement et l'évaluation des technologies de traitement du langage humain et de vision par ordinateur.
Il a été le premier coordonnateur à sa création en 1991 du Coordinating Committee on Speech Databases and Speech i/o Systems Assessment (COCOSDA) qui a engendré en 1998 un chapitre asiatique avec une conférence annuelle, Oriental-COCOSDA. Il a co-fondé en 1995 avec Antonio Zampolli l'European Language Resources Association (ELRA), à présent international Language Resources Association, qu'il a présidée de 2002 à 2004 et dont il est président honoraire depuis 2010, et il a suscité en 1998 la création de l’international Language Resources and Evaluation Conference (LREC) , devenue la plus importante manifestation internationale dans ce domaine spécifique de la linguistique computationnelle.

### Promotion de la diversité linguistique
Joseph Mariani a préconisé le développement de technologies linguistiques pour toutes les langues, afin de permettre à la fois la préservation des espaces culturels et la communication universelle entre les peuples, comme il l'écrit dans "NET.LANG: Vers le cyberespace multilingue", ouvrage coordonné par le Réseau MAAYA présidé par Adama Samassekou et soutenu par l'UNESCO.
En 1995, il a été nommé membre du Conseil Consultatif sur le Traitement Informatique du Langage. À titre d'expert à la Délégation Générale à la Langue Française et aux Langues de France (DGLFLF), il a participé à l'organisation des Etats Généraux sur le multilinguisme  en 2008 dans le cadre de la Présidence Française de l’Union Européenne, aux Etats Généraux sur le multilinguisme dans les outre-mer  en 2011 et en 2015 à la promotion du traitement automatique des langues régionales françaises,. Tout en soutenant l’avis qu’il n’y a pas de meilleures données que plus de données, il exprime la nécessité que les corpus d’entraînement des systèmes de traduction automatique proviennent de sources variées.
Il a contribué au développement des Technologies de la Langue en Europe en tant qu’expert auprès des instances européennes pour définir leur stratégie dans ce domaine, dans le cadre d’un grand nombre de projets financés par la Commission Européenne à commencer par le projet Polyglot dès 1984, et à travers sa participation à la direction des Réseaux d’Excellence Elsnet et FlaReNet. Dans le cadre du projet META-NET (Multilingual Europe Technology Alliance Network), il a promu le développement de technologies langagières pour toutes les langues européennes. En 2012, il a participé à l’élaboration des Livres Blancs qui donnent un aperçu des ressources et des technologies linguistiques existant pour les langues européennes et a coordonné la rédaction du volume pour le français. Il a également produit les matrices de langue sur la base de la LRE Map pour mesurer l’existence de ressources linguistiques pour toutes les langues, avec une attention particulière pour les langues officielles de l'Union européenne. Ces efforts ont abouti à une première résolution du Conseil Européen sur une stratégie européenne en faveur du multilinguisme en 2008, puis au vote d’une résolution du parlement européen « Egalité des langues à l’ère numérique » en 2018 .
Suite au constat que seulement 2% des plus de 7000 langues parlées dans le monde bénéficiaient de Technologies des Langues, il a initié la conférence «Technologies des Langues pour Tous» (LT4All) «Permettre la diversité linguistique et le multilinguisme partout dans le monde», qui s’est tenue au siège de l’UNESCO à Paris en Décembre 2019, dans le cadre de l’Année Internationale des Langues Autochtones (IYIL 2019), visant à convaincre les chercheurs et les industriels à élargir cette couverture linguistique. Une seconde édition de cette conférence «Promouvoir l’humanisme à travers les Technologies des Langues» a été organisée à l’UNESCO en février 2025, pour veiller à inclure les communautés linguistiques dans le développement de ces technologies pour leur langue, dans le cadre de la Décennie Internationale des Langues Autochtones (IDIL, 2022-2032).

### Ethique des Sciences et Technologies de l'Information et de la Communication (STIC)
Joseph Mariani a été nommé au Comité d'éthique du CNRS (COMETS) en 2006. Dans ce cadre et sous les présidences de Pierre Léna puis de Jean-Pierre Bourguignon, il a coordonné la rédaction du rapport «Pour une éthique de la recherche en sciences et technologies de l’information et de la communication» publié en 2009, appelant à la création d'un comité national d'éthique spécialement consacré aux sciences et technologies de l’information et de la communication. Ce comité a été créé en 2012 (CERNA) et coordonne sur ce thème l’ensemble des organismes publics français qui mènent des recherches sur les STIC. La CERNA a produit son premier rapport sur l'éthique de la recherche en robotique en 2015. Ces initiatives ont conduit au lancement en 2019 du Comité National Pilote d’Ethique du Numérique (CNPEN), comme une branche du Comité consultatif national d'éthique pour les sciences de la vie et de la santé (CCNE).

### Analyse des publications scientifiques
Suite à une invitation à mener une analyse des publications scientifiques sur le traitement du langage parlé à l'occasion du 25ème anniversaire de l’ISCA en 2013, Joseph Mariani et ses collègues ont commencé à recueillir et à étudier les articles parus dans tout le domaine du traitement automatique des langues, y compris le traitement de la parole et la recherche d'information, dans le cadre du corpus NLP4NLP , qui comprend l'ACL Anthology, les archives ISCA et LREC, les publications de l'IEEE et de l’ACM, ainsi que d'autres conférences et revues sur le traitement de la parole et du langage naturel pour un total de 34 sources, 65.000 documents et 50.000 auteurs couvrant une période de 50 ans (1965 à 2015). Après la phase de collecte, les publications ont été analysées automatiquement sous de nombreux angles: collaboration entre auteurs, citations, évolution des sujets de recherche (apparition, disparition et éventuelle résurgence), innovation, plagiat, etc,. Cela a été suivi par une étude des cinq années suivantes (2016-2020), qui a permis d’identifier des changements profonds dans les thèmes de recherche ainsi que l’émergence d’une nouvelle génération d’auteurs et de publications autour de l’apprentissage automatique et des réseaux de neurones artificiels.

## Ouvrages
Joseph Mariani est auteur, co-auteur ou éditeur de plus de 500 publications qui ont reçu plus de 3000 citations . Il a été membre des comités de rédaction des revues internationales "Speech Communication", "Speech Technology" et "Language Resources and Evaluation" et de la collection d’ouvrages "Text, Speech and Language Technology". Il a encadré 30 thèses de doctorat de 1985 à 2007. Une session spéciale lui a été consacrée lors de la conférence JEP-TALN en 2016 commune aux associations francophones ATALA et AFCP.
- R. Cole, J. Mariani, H. Uszkoreit, G.B. Varile, A. Zaenen, A. Zampolli (Eds.), Survey of the State of the Art in Human Language Technology, Cambridge University Press, 1998 (ISBN 9780521592772)
- Wolfgang Minker, Alex Waibel, Joseph Mariani, Stochastically-Based Semantic Analysis, Springer Kluwer, août 1999 (ISBN 0-7923-8571-3)
- K. Chibout, J. Mariani, N. Masson, F. Néel, Ressources et Evaluation en Ingénierie des Langues, Champs Linguistiques, De Boek Supérieur, 1999 (ISBN 978-2801112588)
- Joseph Mariani (Ed.), Analyse, synthèse et codage de la parole, Hermes-Lavoisier, 2002 (ISBN 978-2-7462-0440-9)
- Joseph Mariani (Ed.), Reconnaissance de la parole, Hermes-Lavoisier, 2002 (ISBN 978-2-7462-0441-6)
- Joseph Mariani (Ed.), Spoken Language Processing, ISTE Wiley, décembre 2008 (ISBN 978-1-848-21031-8)
- Mariani, J., Rosset, S., Garnier-Rizet, M., Devillers, L. (Eds.), Natural Interaction with Robots, Knowbots and Smartphones: Putting Spoken Dialog Systems into Practice, Springer, octobre 2013 (ISBN 978-1-4614-8279-6)
- Eskenazi, M., Devillers, L., Mariani, J. (Eds.), Advanced Social Interaction with Agents, Springer, août 2018 (ISBN 978-3-319-92107-5)

## Distinctions
- Chevalier dans l’Ordre National du Mérite (2004)[86]
- Chevalier (1998) puis Officier (2016) dans l’Ordre des Arts et des Lettres[87]
- prix Science et Défense (Ministère de la Défense) (1985)
- Membre Honoraire à Vie de l’International Speech Communication Association (ISCA)[88]
- ISCA Special Service Medal (1999) to acknowledge those scientists that were instrumental in the promotion of the Association, who has provided extraordinary service to ISCA and/or the Speech Communication community[89]
- Fellow ISCA « en reconnaissance de ses contributions au traitement du langage parlé et aux ressources linguistiques, et son rôle en tant que fondateur et président d’ESCA » (2009)[90]
- Président Honoraire de l’Association internationale pour les Ressources Linguistiques (ELRA) depuis 2010[91]
- Fellow de l’Asia-Pacific Artificial Intelligence Association (AAIA) (2023)[92]